# Mallathahalli, Dod Ballapur
Mallathahalli là một làng thuộc tehsil Dod Ballapur, huyện Bangalore Rural, bang Karnataka, Ấn Độ.